# Static Prevails
Static Prevails (с англ. — «Статичность превалирует») — второй студийный альбом американской рок-группы Jimmy Eat World, выпущенный 23 июля 1996 года на лейбле Capitol Records. После выхода одноимённого дебютного альбома группы 1994 года в середине 1995 года группа подписала контракт с Capitol для дальнейших релизов. Участник Carrier Рик Берч заменил басиста Митча Портера, который ушёл, чтобы стать мормонским миссионером. Записанный в студии Sound City в Лос-Анджелесе, штат Калифорния, и в Big Fish в Энсинитасе, штат Калифорния, Уэс Кидд, Марк Тромбино и Джимми Eat World выступили в качестве продюсеров альбома.
Благодаря Static Prevails группа отошла от скейт-панка и поп-панка и перешла к более агрессивному звучанию, состоящему из пост-хардкора, эмо и панк-рока. Альбому предшествовало трёхмесячное турне по Соединённым Штатам, в поддержку которого было организовано мини-турне по стране, выступление с Smoking Popes и The Figgs, а также турне по США с Sense Field в начале 1997 года. На песню «Rockstar» было снято музыкальное видео, а «Call It in the Air» была выпущена в качестве ведущего сингла в августе 1996 года. Альбом получил смешанные отзывы от музыкальных критиков, которые в основном комментировали вокал и гитарную работу. С тех пор он стал рассматриваться как эталон для второй эмо-волны.

## Предыстория
Jimmy Eat World выпустили свой одноимённый дебютный студийный альбом в 1994 году на местном лейбле Wooden Blue Records. Когда участники закончили среднюю школу, фронтмен Джим Эдкинс стал частью продюсерской компании вместе с Джоэлом Лейбоу, соучредителем Wooden Blue. Продюсерская компания упомянула себя в путеводителе Maximumrocknroll «Your Own Fuckin' Life», который помогал группам, промоутерам и площадкам заказывать концерты по всей территории Соединённых Штатов. После того, как с Christie Front Drive связались для участия в концерте, Лейбоу попросил группу записать сплит-сингл с Jimmy Eat World. Различные крупные лейблы связались с группой и попросили записать их музыку на кассету. Лорен Исреал, специалист по поиску талантов из Capitol Records, отправился на шоу, чтобы «проверить» Sense Field; однако его внимание привлекла вступительная песня Christie Front Drive. Исреал спросил их, есть ли у них новый материал, который он мог бы услышать, и группа ответила, упомянув, что они выпустили сплит с Jimmy Eat World.
Некоторое время спустя Jimmy Eat World отыграли благотворительное шоу; сотрудник Capitol находился в аудитории и подошёл к ним. В середине 1995 года они подписали контракт с лейблом, который включал в себя один альбом с возможностью выпуска ещё шести. Поскольку группа не знала ни одного юриста в сфере развлечений, они наняли семейного адвоката Линда, чтобы замять контракт. Примерно в это же время басист Митч Портер стал мормонским миссионером по настоянию своей семьи и покинул группу. Басист Carrier Рик Берч, с которым гитарист Том Линтон был лучшим другом с седьмого класса, заменил Портера. Capitol организовал группу для записи демозаписей для их следующего альбома с Джоном Ауэром из The Posies в Сиэтле, штат Вашингтон. Затем они посетили специалиста из Capitol по A&R Крейга Ааронсона в его доме в Лос-Анджелесе, штат Калифорния, где показали ему сделанные ими демозаписи. Ааронсон обсуждал процесс написания песен группой, который, по его мнению, не имел смысла; Эдкинс объяснил, что раньше они писали песни в виде серии «крутых частей» одна за другой.

## Запись и производство
Когда Jimmy Eat World искали звукоинженера для записи Static Prevails, они наткнулись на бывшего участника Drive Like Jehu Марка Тромбино. Группа записала с ним две песни, «Opener» и «77 Satellites», обе из которых были выпущены звукозаписывающим лейблом An Industry for Outer Space на 7-дюймовом виниле. По настоянию Capitol Jimmy Eat World отправились в репетиционный зал в Лос-Анджелесе, где им было велено написать несколько новых песен и переписать другие под руководством нанятого ими продюсера. Группа занималась предварительным продюсированием в Mind’s Eye Digital в Месе, штат Аризона, с инженером Ларри Элией. Static Prevails был записан в 1995 году в Sound City в Лос-Анджелесе и в Big Fish в Энсинитасе, Калифорния. В то время как Jimmy Eat World хотели, чтобы Тромбино продюсировал альбом, Capitol настоял на продюсерском дуэте Тома Ротрока и Роба Шнапфа, которые ранее продюсировали для таких исполнителей, как Foo Fighters и Beck. Лейбл в конце концов уступил, и Jimmy Eat World стали работать с Тромбино и Уэсом Киддом из коллег по лейблу Triple Fast Action; группе также была предоставлена возможность выступить в качестве продюсера.
Билли Бауэрс и Джефф Шиэн работали помощниками звукоинженеров в Sound City. Когда Jimmy Eat World записывали «Seventeen», в нём изначально была припевная строка «You’re only seventeen» (с англ. — «Тебе всего семнадцать»); однако, когда они поняли, что это звучит слишком похоже на песню группы Winger, Линтон изменил текст, и группа перезаписала её. Тромбино, который также выступал в качестве звукорежиссёра, свёл все треки, кроме «Rockstar» и «Seventeen», в студии C в Capitol Studios. Питер Доуэлл, Билли Смит и Стив Дженевик работали помощниками звукоинженеров в Capitol. Ротрок и Шнапф микшировали «Rockstar» и «Seventeen» в Sunset Sound, а Кэппи Джапнджи выступал в качестве помощника звукорежиссёра. Captiol Records настояли на том, чтобы Ротрок и Шнапф микшировали треки, потому что лейбл планировал отправить их на альтернативные радиостанции; впоследствии вокал на обоих треках был громче всего в миксе. Стивен Маркуссен мастерил все записи в Precision Mastering, в то время как Крейг Ааронсон выступал в качестве исполнительного продюсера.

## Композиция
Static Prevails ознаменовал переход от предыдущего скейт-панк-материала Jimmy Eat World в духе NOFX, Rocket from the Crypt и J Church к агрессивному, но мелодичному пост-хардкору, эмо и панк-року, благодаря таких групп, как Seam, Tortoise и Sunny Day Real Estate. Барабанщик Зак Линд объяснил это изменение стиля прослушиванием Christie Front Drive, которых они сочли «действительно мелодичной, но всё ещё очень мощной». Линд играл в более агрессивном и шумном рок-ориентированной стиле игры на барабанах, с элементами панк-корней. На Static Prevails ведущий вокал распределён почти поровну между Линтоном и Эдкинсом, что придаёт контраст на альбоме Jimmy Eat World, в котором доминировал Линтон, а Эдкинс пел только в одном треке. Тед Саймон сравнил вокал Эдкинса с вокалом фронтмена The Replacements Пола Вестерберга. В дополнение к игре на барабанах Линд играл на аккордеоне и концертине. Такие треки, как «Seventeen», «Digits» и «Robot Factory», напоминают релизы на инди-лейблах, таких как Homestead и Twin/Tone Records.
Эрик Рихтер из Christie Front Drive записал дополнительный вокал на «Digits», в то время как Кидд сыграл на акустической гитаре на «Claire», бывшая девушка Линда Сара Понт сыграла на скрипке, а Тромбино сыграл на синтезаторе Moog. Вступительные треки «Thinking, That’s All» и «Call It in the Air» — это песни в стиле скримо, первая из которых отдаёт звучанием Unwound. Линтон сказал, что Эдкинс придумал «базовую форму» «Thinking, That’s All», которую затем дополнили другие участники группы. Jimmy Eat World некоторое время играли «Rockstar» вживую, прежде чем подписать контракт с Capitol, Линтон часто бормотал свою речь, поскольку у него не было для неё текстов. Только во время демо-сессии с Ауэром он написал слова, поскольку лейбл посчитал, что это песня звучит как хит. «Claire» напоминает Texas Is the Reason своими тихими и громкими фрагментами, которые дополняет скрипка. Линд сказал, что песня была «формирующей» для группы, поскольку она показала им, что упрощённая аранжировка может «заставить что-то звучать круто». Линтон сказал, что на это повлияла группа Sunny Day Real Estate, особенно их песня «In Circles» (1994 г.), в то время как текст Эдкинса был «очень похож на запись в журнале».
«Call It in the Air», с его звучанием в стиле панк, заслужил сравнение с Sense Field. Линд сказал, что это иллюстрирует панк-корни группы. Линд сказал, что вступительная партия барабанов в «Seventeen» намеренно сорвана с Drived Like Jehu, к неудовольствию Тромбино. «Episode IV» — первый трек, который группа написала без каких-либо «громких, насыщенных гитарных звуков», по словам Эдкинса. Он придумал базовую структуру, которую показал Линтону, который подумал, что её звучание сродни песни «Hurt» (1994 г.) группы Nine Inch Nails. Линтон предпочёл шёпот в плане вокала вместо того, чтобы именно петь, чтобы «сохранить эту песню по-настоящему нежной». На «Digits» оказало влияние творчество Christie Front Drive; более ранняя версия была выпущена на совместном альбоме Jimmy Eat World с Christie Front Drive. На протяжении всей песни «Caveman» звучит стрекотание сверчков, чего удалось добиться, взяв микрофон Neumann U67 за пределами студии Big Fish. Какое-то время Линтон боролся с текстом песни; он придумал их только тогда, когда был в ванной студии, «рассматривая аэрозольные баллончики и пытаясь найти какие-нибудь ритмичные слова, соответствующие стиху».
Группа обычно открывала свои концерты песней «World Is Static», поскольку на полпути она меняла направление. Наряду с этим, Эдкинс сказал, что они чаще использовали припевы, поскольку находили удовольствие в повторении. Барабаны в нём были вдохновлены Джоном Андерсоном, барабанщиком Boys Life. Сотрудники Capitol попросили Линтона сказать Эдкинсу, чтобы он перестал кричать, поскольку он делал это для большей части «World Is Static»: «Я такой: „Да, я не могу ему этого сказать, потому что он просто закричит громче“». Бёрч сравнил приглушённую атмосферу «In the Same Room» с падающим снегом. При сведении песни Эдкинс сказал, что они с Тромбино записали статичное радио для её начала, которое Тромбино сжал, чтобы оно соответствовало вокалу. Название «Robot Factory» происходит от названия электростанции в районе Макклинток в Темпе, штат Аризона. Заключительный трек, «Anderson Mesa», содержит струнную аранжировку; его название отсылает к одноимённой обсерватории. Эдкинс сказал, что речь шла о нём, живущем во Флагстаффе, штат Аризона, где он ранее учился в колледже, прежде чем бросить учёбу.

## Выпуск и продвижение
После того, как группа сдала Static Prevails, сотрудники Capitol были «расстроены <…> Просто ребята такие: „Э-э-э… это сильно отличается от того, что мы ожидали“», — говорит Линтон. Jimmy Eat World совершили турне по Западному побережью США в преддверии выхода альбома в период с мая по июль 1996 года. Capitol выпустили Static Prevails 23 июля 1996 года. На обложке изображена фотография дымоходов сбоку, сделанная Полом Дрейком на крыше в Денвере, штат Колорадо. Оригинальная виниловая версия отличалась другим оформлением и включала бонусный 7-дюймовый винил с песнями «In the Same Room» и «77 Satellites». Группа сняла музыкальный клип на песню «Rockstar», который был включён в некоторые копии CD-версии альбома в качестве расширенного контента. Он был снят в Koo’s Cafe, самодельном заведении в Санта-Ане, Калифорния, режиссёрами Ричардом и Стефани Рейнз из Drive-Thru Records.
Capitol выпустила «Call It in the Air» в качестве ведущего сингла 26 августа 1996 года на 7-дюймовом виниле, с «Rockstar» в качестве би-сайда. Jimmy Eat World продвигали Static Prevails с мини-туром по Западу США; позже группа отправилась в турне God Bless America с Smoking Popes и The Figgs. В феврале 1997 года Jimmy Eat World отправились в турне по США с Sense Field. В Capitol сочли, что оригинальная версия «Seventeen» подойдёт для фильма «Нецелованная» (1999 г.), и в обмен на разрешение лейбла использовать её в фильме группа познакомилась с Дрю Бэрримор. Эдкинс почувствовал, что текст оригинала хорошо сочетается с главным героем фильма. Вместе с их третьим студийным альбомом Clarity (1999 г.), Static Prevails был переиздан в 2007 году; «77 Satellites» и «What Would I Say to You Now» были включены в качестве бонус-треков. Static Prevails, наряду с Clarity и их пятым студийным альбомом Futures (2004 г.), был переиздан на виниле в 2014 году.

## Приём критиков
| Оценки критиков | Оценки критиков |
| Источник        | Оценка          |
| --------------- | --------------- |
| AllMusic        | [ 37 ]          |
| RTÉ             | [ 15 ]          |

Static Prevails был встречен смешанными отзывами музыкальных критиков. Обозреватель AllMusic Майк Даронко заявил, что «чего Static Prevails, по сути, не хватает, так это зрелости в написании песен, которую Jimmy Eat World могли бы довести до совершенства; но это почти так, как если бы руководители студии в Capitol не позволили им, чтобы было больше места для популярных на радио поп-песен. В конце концов, никто не победил». Гарри Герен из RTÉ нашёл, что это «в значительной степени хрестоматийная эмо-запись», которая «никогда по-настоящему не привлекает вашего внимания». По его словам, в альбоме «слишком много примеров знакомо звучащих риффов и надрывного вокала <…>, чтобы быть убедительным». Сотрудники The Rolling Stone Album Guide назвали его «очень удачным для своего времени», дополненным «тревожным вокалом, текстами пригородной мелодрамы и ревущими панк-гитарами».
Обозреватель из BBC Music Тим Нельсон открыл свой обзор вопросом, не было ли название альбома «предположительно ироничным», поскольку «оставаться неподвижным — это единственное, чего не делает этот стремительный поп-альбом <…>». По его мнению, музыка «с апломбом пересекает пропасть между инди-индульгенцией и высасывающей душу корпоративной попсой». Барбара Рестайно из журнала Lollipop Magazine сказала, что, по её мнению, ей бы это «действительно понравилось» с самого начала, однако через некоторое время голоса Эдкинса и Линтона «начали меня раздражать».
Майкл Карриер рассматривал Static Prevails и Clarity как ориентиры второй эмо-волны. В 2012 году Джейсон Хеллер из The A.V. Club отметил: «Как и многие панк—группы, подписавшие контракт с мейджором в течение этого десятилетия, Jimmy Eat World приобрели очень мало новых поклонников и потеряли много старых благодаря Static Prevails». Это совпало с 25-летием альбома, Bandbox и Captiol Records выпустили версию альбома с сопроводительным буклетом, написанным Алексом Райсом. Он выделил пять песен из каталога группы — «Believe in What You Want» с альбома Clarity, «Bleed American» с альбома Bleed American (2001 г.), «Futures» с их пятого студийного альбома Futures (2004 г.), «Action Needs an Audience» с их седьмого студийного альбома Invented (2010 г.), и «Pol Roger» с их девятого студийного альбома Integrity Blues (2016 г.) — на которые оказал влияние Static Prevails. Рецензент Louder Алистер Лоуренс сказал, что такие песни, как «Claire» и «Digits», «создают что-то неровное, но отчётливое, что непреднамеренно станет частью плана прохождения эмо-ритуала в конце 1990-х». Эндрю Захер из BrooklynVegan чувствовал, что «Claire» была «самым ранним примером того, чего Jimmy Eat World добились бы художественно с Clarity».

## Список композиций
Слова и музыка всех песен — Jimmy Eat World.
| №   | Название               | Длительность |
| --- | ---------------------- | ------------ |
| 1.  | «Thinking, That's All» | 2.52         |
| 2.  | «Rockstar»             | 3.48         |
| 3.  | «Claire»               | 3.40         |
| 4.  | «Call It in the Air»   | 3.01         |
| 5.  | «Seventeen»            | 3.34         |
| 6.  | «Episode IV»           | 4.29         |
| 7.  | «Digits»               | 7.29         |
| 8.  | «Caveman»              | 4.35         |
| 9.  | «World Is Static»      | 3.57         |
| 10. | «In the Same Room»     | 4.57         |
| 11. | «Robot Factory»        | 3.59         |
| 12. | «Anderson Mesa»        | 5.14         |

| №   | Название                      | Длительность |
| --- | ----------------------------- | ------------ |
| 13. | «77 Satellites»               | 3:04         |
| 14. | «What I Would Say to You Now» | 2:35         |

## Участники записи
Данные взяты из буклета альбома.
Jimmy Eat World
- Джим Эдкинс — Гитара, Вокал
- Зак Линд — Барабанная установка
- Том Линтон — Вокал, Гитара
- Рик Берч — Бас-гитара, Бэк-вокал

Дополнительный персонал
- Крейг Ааронсон — Исполнительный продюсер
- Билли Бауэрс — Инженерный помощник
- Пётр Дорелл — Инженерный помощник
- Пол Дрейк — Фотограф
- Ларри Элирия — Звукорежиссёр
- Стив Джинвик — Инженерный помощник
- Кэппи Джапи — Инженерный помощник
- Уэс Кидд — Продюсер, акустическая гитара на «Claire»
- Стивен Маркуссен — Мастеринг
- Энди Мюллер — Дополнительные фотографии
- Сара Понт — Скрипка
- Эрика Рихтера — Дополнительный вокал
- Том Ротрок — Звукорежиссёр, сведение
- Роб Шнапф — Звукорежиссёр, сведение
- Джефф Шихан — Инженерный помощник
- Билли Смит — Инженерный помощник
- Марк Тромбино — Продюсер, синтезатор, Звукорежиссёр, сведение